# Daniel Barenboim
Daniel Barenboim, né le 15 novembre 1942 à Buenos Aires, est un pianiste et chef d'orchestre israélo-argentin. En 2002, il acquiert la nationalité espagnole et, depuis janvier 2008, il est également porteur d'un passeport palestinien,.

## Biographie

### Origines
Sa famille paternelle est originaire d'Ukraine : son arrière-grand-père est né dans la localité juive de Savran, à quelque 200 km au nord d'Odessa, dans la province de Podolie. Son père, Enrique Barenboïm, est né le 17 mars 1912 à Buenos Aires, et est le second fils de Dora Fischman et Miguel Barenboïm. Horloger-joaillier, il meurt alors que Daniel n'est âgé que de cinq ans.
Ses grands-parents maternels, Rose Rein et Abraham Schuster, se rencontrent en 1904 sur un bateau d'émigrants qui fuient la zone de résidence où ils demeuraient à la suite de l'assassinat du tsar Alexandre II, et qui voguent vers l'Amérique du Sud. Sa mère, Aida Schuster, est née en 1912 en Argentine. Rose Rein séjourne en 1929 pendant six mois en Palestine avec ses deux filles, Rachel et Aida. Rachel s'y installe et intègre le yichouv, la communauté juive fondatrice de l'État d'Israël en 1948.
Barenboïm est la forme yiddish de l'allemand Birnbaum (poirier).

### Jeunesse
Daniel Barenboïm, enfant unique d’Enrique Barenboïm et Aida Schuster, nait le 15 novembre 1942 à Buenos Aires.
Enfant prodige, il donne son premier concert comme pianiste à Buenos Aires à l'âge de 7 ans. Son père est et restera longtemps son professeur de piano. Ses deux parents sont professeurs de piano, sa mère initiant les jeunes enfants à la technique du clavier. C'est elle qui lui donne ses premières leçons avant que son père prenne le relais.
Au début des années 1950, il donne ses premiers concerts au cours desquels le chef d'orchestre Igor Markevitch le remarque et l'invite au cours de direction d'orchestre qu'il donne au Mozarteum de Salzbourg pendant l'été 1952. Il assiste aussi comme auditeur libre au cours du pianiste Edwin Fischer pour qui il nourrit une profonde admiration.
En 1952, il s'installe en Israël avec ses parents. Il y prend des leçons d'harmonie avec le compositeur israélien Paul Ben-Haim et y donne quelques récitals.

### Premiers succès
Très tôt, en Argentine d'abord, puis au cours de nombreux voyages, il a l'occasion de rencontrer Arthur Rubinstein et Adolf Busch, Wilhelm Furtwängler, Edwin Fischer (qu’il a rencontré 2 paragraphes auparavant) et beaucoup d'autres grands musiciens. Il se perfectionne au piano avec Edwin Fischer et à la direction d'orchestre avec Igor Markevitch puis, en 1955, avec Nadia Boulanger, dans la classe de laquelle, à Paris, il étudie la composition et l'harmonie.
En 1954, Furtwängler demande à l'entendre alors qu'à 11 ans, il est le plus jeune élève du cours de direction d'orchestre de Markevitch à Salzbourg. Il lui propose des concerts avec l'Orchestre philharmonique de Berlin que son père refuse courtoisement, jugeant le moment prématuré sur le plan moral et diplomatique, Israël et l'Allemagne fédérale n'ayant notamment pas encore noué de relations diplomatiques.
De 1955 à 1957, pour son premier concert à Paris avec l'Orchestre de la Société des concerts du Conservatoire, Daniel Barenboïm joue le Concerto pour piano no 9, K. 271 de Mozart sous la direction d'André Cluytens. Pendant cette période, Arthur Rubinstein l'invite à jouer devant lui-même et ses invités dans sa résidence parisienne.
Le 20 janvier 1957, pour son premier concert à Carnegie Hall, il joue le Concerto pour piano no 1 de Prokofiev, œuvre quasi inconnue, sous la direction de Leopold Stokowski, accompagné de membres du United Nations Symphony Orchestra. Grâce à l'entremise de l'impresario américain Sol Hurok, à qui il fut recommandé par Arthur Rubinstein, il commence à donner des concerts régulièrement aux États-Unis. Dès la première année, il joue le Concerto no 1 en sol mineur de Mendelssohn sous la direction de Dimitri Mitropoulos avec des membres de l’Orchestre philharmonique de New York.
Après une tournée de quatre mois en Australie en 1958, il termine ses études secondaires et passe lE bagrout (bac israélien[Selon qui ?]). Au printemps 1960, il retourne pour la première fois avec son père en Amérique du Sud. Pendant l'été 1960, il joue l'intégrale des sonates de Beethoven à Tel Aviv, en huit récitals successifs. À cette occasion, il se lie avec le pianiste Sir Clifford Curzon qui était venu l'écouter. En 1962, il est invité à jouer sous la direction de Sir John Barbirolli, qui était aussi violoncelliste, avec le Hallé Orchestra.

### Les années londoniennes
Il part s'installer à Londres, centre européen de la musique à l'époque.
Invité par le RIAS, l'orchestre de la radio du secteur américain de Berlin, il est remarqué par Wolfgang Stresemann, l'intendant incontesté de l'Orchestre Philharmonique de Berlin qui lui propose deux engagements pour 1964. Il y travaille pour la première fois avec Pierre Boulez qui l'accompagne dans le Concerto no 1 de Béla Bartók. Leur collaboration et leur amitié ne cessera dès lors jamais jusqu'à la mort du compositeur français en 2016. La même année, il dirige l'English Chamber Orchestra, avec lequel il fait ses premières armes de chef d'orchestre, et l'accompagne en tournée en Europe. Il en est nommé chef en 1965 et enregistre, en dirigeant du piano, l'intégrale des concertos de Mozart, une intégrale que certains critiques considèrent aujourd'hui encore comme la plus belle jamais gravée. Pendant cette période, Barenboïm est un merveilleux mozartien, tant au piano qu'à la baguette, et il mêle à un élan juvénile une profondeur extraordinaire des mouvements lents, sans doute en partie acquise auprès d'Otto Klemperer. Sa collaboration avec l'English Chamber Orchestra va durer jusqu'en 1973. Ils se produisent ensemble dans le monde entier durant cette période.
C'est la période heureuse de Barenboim, celle de son amour pour la violoncelliste britannique Jacqueline du Pré, qu'il rencontre le soir du Nouvel An 1966 chez la fille de Yehudi Menuhin et avec qui il se marie en 1967 à Jérusalem pendant la guerre des Six Jours. C’est aussi la période où il pratique assidûment la musique de chambre avec elle et ses amis les violonistes Pinchas Zukerman et Itzhak Perlman, et d'autres comme Isaac Stern ou Gervase de Peyer. De nombreux disques sont gravés, en particulier des œuvres de Beethoven. Un DVD garde pour la postérité une interprétation exceptionnelle du quintette La Truite de Schubert avec le chef d'origine indienne Zubin Mehta à la contrebasse. Daniel et Jacqueline donnent des concerts sans discontinuer, ensemble ou séparément pendant deux saisons, elle jouant souvent sous sa direction. Ce sont de véritables stars adulées dans le monde entier. Leur bonheur est de courte durée : Jacqueline est atteinte de sclérose en plaques, les premiers symptômes apparaissent dès 1969 et elle doit arrêter sa carrière en 1972, alors que la maladie vient d'être formellement diagnostiquée.
Au début des années 1960, Barenboïm joue avec son vieux maître Otto Klemperer et enregistre avec lui ses premiers disques pour EMI : le 25e concerto de Mozart en 1967 et l'intégrale des concertos de Beethoven avec le New Philharmonia Orchestra, intégrale qu'il enregistre à nouveau comme chef avec Arthur Rubinstein au clavier et l’Orchestre philharmonique de Londres, puis avec l'Orchestre philharmonique de Berlin. À cette même époque, il se lie avec le chef de nationalité indienne Zubin Mehta, avec qui il a travaillé tout au long de sa carrière et dont il demeure très proche.
En 1969, Barenboïm accompagne Dietrich Fischer-Dieskau pour le Winterreise de Schubert. C'est le début d'une longue collaboration et d'une amitié profonde. L'année suivante, il dirige pour la première fois le Chicago Symphony Orchestra avec lequel il avait joué auparavant comme soliste ; les solistes sont Jacqueline du Pré et Pinchas Zukerman. À partir de 1970, il dirige à Chicago six semaines par an cette formation exceptionnelle.

### Paris
De 1975 à 1989, Daniel Barenboïm est directeur musical de l'Orchestre de Paris, jeune formation constituée six ans auparavant, où il crée un chœur symphonique qu'il confie à Arthur Oldham. Il n'a que 33 ans quand il prend cette direction d'orchestre. Il commence à y diriger des œuvres de Boulez qu'il invite chaque saison pendant sa direction.
En 1979, il dirige pour la première fois le Deutsche Oper am Rhein à Berlin, puis en 1980 il joue ses premiers concerts en tant que soliste avec l’Orchestre philharmonique de Munich sous la direction de Sergiu Celibidache avec lequel il collabore plusieurs années. L’année 1981 marque ses débuts au Festival de Bayreuth. Il y retourne ensuite chaque été jusqu'en 1999 et y dirige 161 représentations d'opéras de Richard Wagner, dont Parsifal en 1987, L'Anneau du Nibelung (le Ring) dans une production de Harry Kupfer de 1988 à 1992, pour la première fois Les Maîtres Chanteurs de Nuremberg mis en scène par le descendant du compositeur, Wolfgang Wagner, en 1996. Il dirige à nouveau le Ring en 1994.
Il enregistre alors de 1979 à 1982 pour la firme Deutsche Grammophon un cycle Hector Berlioz. Après un passage éclair comme directeur artistique et musical au tout nouvel opéra Bastille, il est limogé par Pierre Bergé, six mois avant le démarrage du nouvel opéra en raison d'un conflit de pouvoir.

### Une carrière internationale et humaniste

#### Années 1980
La carrière de Barenboim semble marquée par une sorte de boulimie inextinguible de concerts, d'enregistrements et de projets. En 1980, il dirige l'Orchestre de Paris à Buenos Aires au Teatro Colón. En 1989, il part aux États-Unis diriger l'Orchestre symphonique de Chicago où il succède à Georg Solti qui l'adoube, poste qu'il occupe jusqu'en 2006, tout en menant une carrière de chef à Berlin, à la tête du Staatsoper Unter den Linden. Il enregistre de nombreuses œuvres avec l'orchestre de Chicago, qui est considéré comme le meilleur des États-Unis, notamment des symphonies d'Anton Bruckner et de Robert Schumann.
Le dimanche 12 novembre 1989, trois jours après la chute du mur de Berlin, il dirige au pied levé l'Orchestre philharmonique de Berlin pour un concert dans la salle de la Philharmonie, concert exclusivement réservé aux habitants de Berlin-Est et où l'entrée leur est gratuite. Figurent au programme, le Concerto pour piano no 1 de Beethoven qu'il dirige du piano, puis la Symphonie no 7. L'ouverture de Cosi fan tutte de Mozart est jouée en bis.

#### Années 1990
En avril 1990, il dirige l'Orchestre philharmonique de Berlin à l'auditorium Mann à Tel Aviv, une première pour un orchestre allemand en Israël.
À Chicago, il introduit une importante programmation de compositeurs du XXe siècle tels Chostakovitch, Stravinsky, Barber, Schoenberg, Hindemith, Berg, Bartok et Boulez. Pour la première tournée européenne de l'orchestre de Chicago, il programme la Première Symphonie de John Corigliano, compositeur en résidence à l'orchestre depuis 1987. De 1991 à 2001, il joue entre autres, les opéras de Mozart au Staatsoper Unter den Linden de Berlin et les concertos pour piano du même compositeur avec la Philharmonie de Berlin.
En 1992, il est nommé pour dix ans directeur musical du Staatsoper Unter den Linden et signe un contrat d'exclusivité avec Warner Classics. Il s'installe à Berlin avec sa famille.
En 1996, il est directeur général de la musique à Berlin. Il revient fréquemment jouer à Paris, notamment jusqu'en 1998 au théâtre du Châtelet dont Stéphane Lissner est administrateur. En 1998, il dirige et joue les symphonies et les concertos pour piano de Beethoven à Londres avec l'orchestre de la Staatskapelle de Berlin.

#### Années 2000
De 2000 à 2003, il collabore avec le théâtre royal de Madrid où il reprend les opéras montés à Berlin et joue un programme symphonique. En 2001, il enregistre ses symphonies de Beethoven ainsi que Die Brautwahl (Le Choix d’une fiancée), le premier des quatre opéras de Ferruccio Busoni. Il fait une tournée européenne avec le Chicago Symphony Orchestra et prolonge de cinq ans son contrat avec l'orchestre de la Staatskapelle. Avec son orchestre, il dirige un festival de trois semaines à Chicago sur « Wagner et le modernisme ».
En juillet 2001 pour la première fois, Barenboim parvient à diriger en Israël de la musique de Richard Wagner. En Israël, l'opposition avait été grande mais Barenboim gagne la partie : il considère que Wagner n'appartient pas aux nazis et que la musique doit l'emporter sur la politique. Pour cette dernière raison, il a par ailleurs créé le West-Eastern Divan Orchestra, mêlant jeunes Israéliens et jeunes Palestiniens.
L'année 2002 est particulièrement riche avec une tournée du Staatsoper au Japon et la direction des opéras de Wagner à Berlin. Il joue les sonates de Beethoven au théâtre Colón de Buenos Aires avant de faire un récital de piano à Ramallah en Palestine. Il célèbre son 60e anniversaire par un concert au bénéfice du Staatsoper à Berlin lors duquel il joue les Concertos no 1 et no 2 de Beethoven sous la direction de Zubin Mehta.
En 2004, il fait un don de 50 000 dollars pour l'enseignement de la musique à Ramallah où la même année il avait dirigé l'Orchestre des Jeunes de Palestine.
Toujours en 2004, il joue Le Clavier bien tempéré de Bach en Allemagne, en Argentine, en Espagne et aux États-Unis. L'année suivante, il fait une conférence sur Edward Saïd à la Columbia University de New York, avant une master class de piano à Chicago sur les sonates de Beethoven avec sept jeunes pianistes.
En mai 2006, il est nommé principal chef invité de la Scala de Milan, poste qu'avaient occupé avant lui, notamment, Arturo Toscanini et Herbert von Karajan, et chef honoraire à vie de l'Orchestre symphonique de Chicago. Il fait une tournée de quatre concerts aux États-Unis avec le West Eastern Divan Orchestra, dont le concert d'adieu pour le secrétaire général des Nations unies, Kofi Annan. À cette occasion, un passeport « honorifique » palestinien lui a été remis devant l'ambassadeur d'Israël et en présence de l'ambassadeur palestinien à l'ONU, en reconnaissance pour ses positions favorables au peuple palestinien et sa détermination à se produire dans les territoires palestiniens.

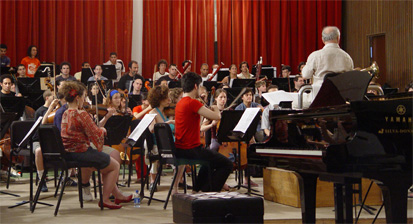
Daniel Barenboim et le West-Eastern Divan Orchestra à Séville en 2005.

Il crée en collaboration avec le professeur d'origine palestinienne Edward Saïd, qu'il rencontre fortuitement en 1992, une fondation visant à promouvoir la paix au Proche-Orient par la musique classique, initiative lui ayant attiré de violentes critiques en Israël. Ceci s'est concrétisé en un atelier musical et l'orchestre israélo-arabe le West-Eastern Divan Orchestra. Dès 1998, il organise avec Edward Saïd un premier stage d'orchestre avec des jeunes musiciens israéliens et issus du monde arabe, à Weimar en Allemagne. Il se produira en concert avec le Chicago Symphony Orchestra et des musiciens du West-Eastern Divan à la mémoire d'Edward Saïd, à la suite de sa mort d'une leucémie le 25 septembre 2003.
Doté d'un grand charisme, d'un contact ouvert et chaleureux, il s'est également consacré à l'enseignement, faisant bénéficier de ses conseils de jeunes talents devenus depuis des têtes d'affiche – tels Hélène Grimaud ou Lang Lang – dans des classes de maître dont certaines, filmées et régulièrement diffusées par les chaînes musicales, sont des modèles du genre.
Son répertoire immense s'étend de Bach, dont il a gravé une des plus puissantes versions des Variations Goldberg, à Berlioz auquel il consacre une série importante d’enregistrements ; à la musique contemporaine dont il est un ardent défenseur. Ainsi a-t-il créé de nombreuses œuvres de Pierre Boulez ou d'Henri Dutilleux, par exemple. Il est aussi un grand chef d'opéra, notamment à Bayreuth, où il a dirigé pendant les vingt dernières années du XXe siècle, mais aussi à Édimbourg et dans de nombreux autres festivals.
Excellent accompagnateur de lieder, il a donné des concerts et enregistré de nombreux disques avec Janet Baker notamment, mais surtout avec Dietrich Fischer-Dieskau, avec qui il a gravé en particulier des lieder de Mozart (chez EMI) et des intégrales de Brahms, de Liszt et d'Hugo Wolf (chez Deutsche Grammophon).
Dans les années 2000, il interprète de nouveau en concert l'intégrale des trente-deux sonates pour piano de Beethoven, choisissant chaque année une grande capitale (Buenos Aires, New York, Vienne, Berlin, Milan, Londres, Paris en 2018-2019). Entre 2009 et 2011, et alors qu'il est célébré depuis plus de cinquante ans comme interprète des concertos de Mozart et de Beethoven, il joue comme pianiste, lors de grandes tournées, les deux concertos pour piano et orchestre de Chopin et de Liszt.
Le 7 décembre 2007, il crée enfin avec Patrice Chéreau comme metteur en scène Tristan et Isolde à La Scala de Milan, projet qui lui tenait à cœur depuis plusieurs années.

#### Années 2010

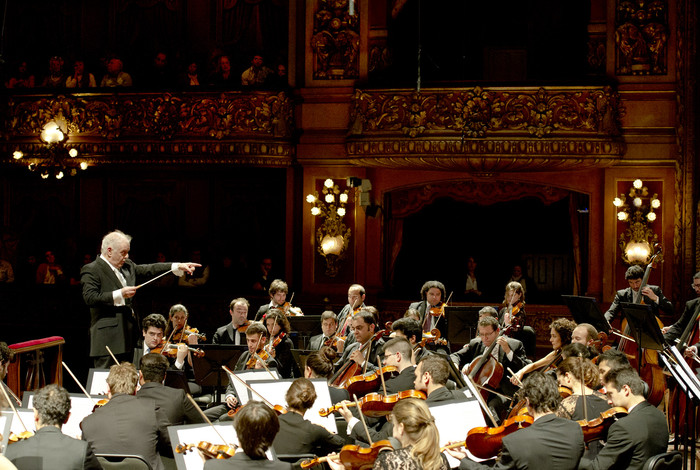
Daniel Barenboim dirigeant le West-Eastern Divan Orchestra au théâtre Colón de Buenos Aires en 2016.

À l'automne 2011, il devient, et jusqu'en 2016, directeur musical de La Scala de Milan, dont il était déjà premier chef invité.
Le 1er mai 2014, l'Europakonzert du Berliner Philharmoniker, les œuvres d'Otto Nicolai, Edward Elgar, Piotr Ilitch Tchaïkovski,
Le 1er juillet 2018, une cérémonie a lieu pour célébrer les vingt ans de l'Orchestre des jeunes de la Staatskapelle de Berlin, formation composée de jeunes musiciens créée par Daniel Barenboïm et dont un certain nombre ont intégré les plus grands orchestres d'Allemagne.
Le 30 septembre 2019, à l'occasion des obsèques de Jacques Chirac à l'église Saint-Sulpice de Paris, il interprète l'Impromptu op. 142 no 2 en la bémol majeur de Franz Schubert.
L'Orchestre philharmonique de Vienne l'a choisi pour diriger le célèbre Concert du nouvel an à Vienne en 2009, en 2014, puis en 2022, qu'il organise chaque année dans la grande salle dorée du Musikverein.

#### Années 2020
Le 4 octobre 2022, il annonce qu’il est atteint d’une « maladie neurologique grave » et qu’il a décidé de se mettre en retrait de ses activités dans les prochains mois.
Le 6 janvier 2023, dans un communiqué, il annonce qu'il démissionnera de son poste de directeur musical au Staatsoper de Berlin le 31 janvier 2023, « Malheureusement, ma santé s'est considérablement détériorée au cours de la dernière année. Je ne peux plus fournir la performance qui est à juste titre exigée d'un directeur musical général. », déclare le chef d'orchestre.
Après l'attaque terroriste du Hamas sur Israël, il écrit, dans un message adressé le 10 octobre 2023 aux musiciens du West-Eastern Divan Orchestra et aux étudiants de l'Académie Barenboïm-Saïd : « J'ai suivi les événements de ce week-end avec horreur, et la plus grande préoccupation, alors que j'observe la situation en Israël et Palestine empirer […] L'attaque du Hamas sur la population israélienne civile est un crime atroce, que je condamne fermement. La mort de tant de personnes au sud d'Israël et à Gaza est une tragédie qui marquera durablement ». Les jeunes musiciens israéliens et palestiniens de l'orchestre et de l'académie rongés continuent malgré tout à jouer ensemble.

### Vie privée
En 1967 il épouse la violoncelliste britannique Jacqueline du Pré, sa partenaire musicale jusqu'en 1972, date à laquelle elle tombe malade, une sclérose en plaques s'étant déclenchée. Elle meurt quinze ans plus tard, le 19 octobre 1987, et est inhumée au cimetière juif de Londres.
De 1972 à 1987, Barenboïm s'occupe de son épouse, veillant à ce qu'elle vive le plus confortablement possible. Au cours des dernières années de sa maladie, il est installé à Paris avec la pianiste russe Elena Bashkirova, la fille du pédagogue et pianiste Dmitri Bachkirov, mais il est présent lors des derniers moments de Jacqueline.
Il épouse Elena en 1988 à Paris, l’année suivant la mort de Jacqueline. Ils ont ensemble deux enfants, David Arthur, né en 1983, et Michael, né en 1986. Ce dernier dirige le Pierre-Boulez Ensemble, un orchestre de musique de chambre, et est premier violon du West-Eastern Divan Orchestra. David Arthur est rappeur et producteur du groupe de hip-hop Solarrio.

## Peral Music
Cette société d'enregistrement numérique de musique classique a été créée par Daniel Barenboïm pour permettre à tous d'accéder à la musique classique dans une société où celle-ci tient de moins en moins de place. Les enregistrements de Peral Music sont uniquement disponibles sur iTunes. Les enregistrements sont spécifiquement et techniquement conçus pour être écoutés sur ce support.
Sur son site, Peral Music dit vouloir offrir « aux publics du monde entier un moyen d'écoute alternatif, résistant à une culture de l'indifférence en célébrant les oreilles pensantes ».
Les trois premiers enregistrements sont les trois premières symphonies de Bruckner interprétées par l'Orchestre de la Staatskapelle. Y sont notamment disponibles, outre l'intégrale des symphonies de Bruckner, des œuvres de Boulez et de Schoenberg, ainsi que des duos de pianos interprétés par Daniel Barenboïm et Martha Argerich.
Une série devrait être disponible, destinée aux enfants, consacrée au piano et à visée pédagogique.
Des écrits de Daniel Barenboïm sont aussi disponibles sur le site de Peral Music.
Peral signifie « poirier » en espagnol et rappelle le nom de Barenboïm, le créateur de la firme, barne signifiant « poire », et boïm « arbre », en yiddish (Birne et Baum en allemand). Le logotype du label a été créé par le célèbre architecte Frank Gehry.

## Discographie (sélective)
- Bach: Intégrale des concertos pour violon et orchestre, Itzhak Perlman, Pinchas Zukerman, English Chamber Orchestra (EMI Classics, 1986)
- Bach: Variations Goldberg (Erato, 1991)
- Bach: Le Clavier bien tempéré, Livres I & II (Warner Classics, 2006)
- Beethoven: Intégrale des 5 concertos pour piano et orchestre, Otto Klemperer, New Philharmonia Orchestra (EMI Classics, 1968)
- Beethoven: Intégrale des 5 concertos pour piano et orchestre, Arthur Rubinstein, London Symphony Orchestra (RCA Red Seal Records, 1976)
- Beethoven: Intégrale des 5 concertos pour piano et orchestre, Berliner Philharmoniker (EMI Classics, 1987)
- Beethoven: Intégrale des 5 concertos pour piano et orchestre, Staatskapelle Berlin (Decca Records, 2011)
- Beethoven: Intégrale des 9 symphonies, Staatskapelle Berlin (Teldec, 2000)
- Beethoven: Intégrale des 9 symphonies, West-Eastern Divan Orchestra (Decca Records, 2012)
- Beethoven: Sonates pour piano 21 Waldstein et 32 (Westminster Records, 1958)
- Beethoven: Intégrale des 32 sonates pour piano (EMI Classics, 1970)
- Beethoven: Intégrale des 10 sonates pour violon et piano, Pinchas Zukerman (EMI Classics, 1973)
- Beethoven: Intégrale des 5 sonates pour violoncelle et piano, Jacqueline du Pré (EMI Classics, 1976)
- Beethoven/Brahms: Trios pour clarinette, Jacqueline du Pré, Gervase de Peyer (EMI Classics, 1970)
- Boccherini/Haydn: Concertos pour violoncelle et orchestre, Jacqueline du Pré, English Chamber Orchestra (EMI Classics, 1967)
- Brahms: Intégrale des 4 symphonies, Staatskapelle Berlin (Deutsche Grammophon, 2018)
- Brahms: Intégrale des 2 concertos pour piano et orchestre, Sir John Barbirolli, New Philharmonia Orchestra (EMI Classics, 1973)
- Brahms: Intégrale des 2 concertos pour piano et orchestre, Zubin Mehta, Orchestre philharmonique de New York (CBS Masterworks, 1981)
- Brahms: Intégrale des 2 concertos pour piano et orchestre, Gustavo Dudamel, Staatskapelle Berlin (Deutsche Grammophon, 2015)
- Brahms: Intégrale des 3 sonates pour violon et piano, Intégrale des 2 sonates pour alto et piano, Pinchas Zukerman (Deutsche Grammophon, 1976)
- Brahms: Intégrale des 3 sonates pour violon et piano, Itzhak Perlman (Sony Classical, 1990)
- Brahms: Intégrale des 2 sonates pour violoncelle et piano, Jacqueline du Pré (EMI Classics, 1968)
- Brahms: Intégrale des 2 sonates pour clarinette et piano, Gervase de Peyer (EMI Classics, 1968)
- Bruckner: Intégrale des 9 symphonies, Staatskapelle Berlin (Deutsche Grammophon, 2017)
- Chopin: Daniel Barenboim plays Chopin (EMI Classics, 1974)
- Chopin: Intégrale des 2 concertos pour piano et orchestre, Andris Nelsons, Staatskapelle Berlin (Deutsche Grammophon, 2011)
- Cimarosa: Il matrimonio segreto, English Chamber Orchestra (Deutsche Grammophon, 1977)
- Concert du Nouvel an 2022, Wiener Philharmoniker (Sony Classical, 2022)
- Debussy: Estampes, Claire de lune, La plus que lente, Élégie, Preludes I (Deutsche Grammophon, 2018)
- Dvorak: Concerto pour violoncelle et orchestre, Jacqueline du Pré, Chicago Symphony Orchestra (EMI Classics, 1971)
- Encores (Deutsche Grammophon, 2022)
- Haydn, Les symphonies parisiennes, English Chamber Orchestra (EMI Classics, 1976)
- Haydn, Symphonie n° 44-49, English Chamber Orchestra (Deutsche Grammophon, 2018)
- Lalo: Concerto pour violoncelle et orchestre, Jacqueline du Pré, Philadelphia Orchestra (EMI Classics, 1995)
- Liszt: Intégrale des 2 concertos pour piano et orchestre, Pierre Boulez, Staatskapelle Berlin (Deutsche Grammophon, 2011)
- Mozart: Intégrale des concertos pour piano et orchestre, English Chamber Orchestra (EMI Classics, 1975)
- Mozart: Intégrale des concertos pour piano et orchestre, Berliner Philharmoniker (Teldec, 1992)
- Mozart: Intégrale des sonates et variations pour piano (EMI Classics, 1985)
- Mozart: Intégrale des 16 sonates pour violon et piano, Itzhak Perlman (Deutsche Grammophon, 1991)
- Saint-Saëns/Schumann: Concertos pour violoncelle et orchestre, Jacqueline du Pré, New Philharmonia Orchestra (EMI Classics, 1969)
- Schubert: Sonates pour piano (Deutsche Grammophon, 2014)
- Schubert: Intégrale des 4 sonates pour violon et piano, Isaac Stern (Sony Classical, 1990)
- Schubert: Intégrale des symphonies, Berliner Philharmoniker (CBS Masterworks, 1989)
- Schumann: Intégrale des 4 symphonies, Staatskapelle Berlin (Teldec, 2003)
- Tangos de Buenos Aires (Teldec, 1996)

## Les fondations Barenboïm et Barenboïm-Saïd
Daniel Barenboïm a créé plusieurs fondations qui œuvrent en collaboration.
La fondation Barenboïm est une fondation publique établie à Berlin. En 2008, elle a créé le Centre de musique Barenboïm-Saïd à Ramallah, conservatoire qui accueille 250 élèves et dont les professeurs sont des membres du West-Eastern Divan Orchestra.
La fondation Barenboïm-Saïd a été créée en juillet 2004 lorsque Daniel Barenboïm et Edward Saïd ont accepté la proposition du gouvernement régional d’Andalousie de créer la fondation et l’orchestre du Divan à Séville. Elle développe plusieurs projets éducatifs et culturels visant à promouvoir les valeurs humanistes à travers le langage universel de la musique. L’orchestre du Divan, l’Académie des études orchestrales ou des programmes d’éducation musicale en Palestine et en Andalousie sont quelques-unes des initiatives menées par la fondation. Conjointement avec la région autonome d'Andalousie, elle attribue tous les deux ans des bourses aux meilleurs musiciens de l'orchestre du Divan pour leur permettre de poursuivre leurs études.
Une fondation Barenboïm-Saïd est établie aux États-Unis et le West-Eastern Divan Trust au Royaume-Uni.

## L'académie Barenboïm-Saïd
L'académie Barenboïm-Saïd (Barenboim-Said Akademie) a été fondée à Berlin en 2012. Basée sur les mêmes idées que celles qui ont prévalu à la création de l'orchestre du Divan occidental-oriental, l'académie se rassemble sur l'idée d'une communication interculturelle. Son objectif est de former de jeunes musiciens.
Le projet en a été conçu par Daniel Barenboïm et Edward Saïd qui n'a pu le voir achevé, mais son épouse Myriam a continué à collaborer avec Barenboïm à ce sujet après sa mort 2003.
Avec la rénovation de l'ancien dépôt de l'opéra d'État de Berlin, un lieu destiné à l'académie lui est attribué deux ans plus tard. À la suite des travaux entrepris, l'espace, désormais nommé « Pierre Boulez Saal », est réaménagé, en faisant désormais un lieu de vie idéal pour toutes les musiques et tous les artistes. L'académie s'y installe en octobre 2016, et l'inauguration a lieu le 4 mars 2017. La « Pierre Boulez Saal » est un élément essentiel de l’académie. Elle sert d’espace aux étudiants et aux professeurs avec lesquels ils peuvent développer leur pratique sous la direction d’artistes professionnels et de divers mentors, la salle accueille également diverses  conférences et des événements .
L'académie est composée de trente-huit maîtres de réputation internationale qui dispensent des leçons de perfectionnement sur chaque instrument. 
Les étudiants intègrent chaque année l'Académie sur présentation de dossier et après audition, sur trois cents candidats, seuls une trentaine sont admis : ils suivent alors un enseignement supérieur diplômant sur quatre ans. Ils suivent aussi des cours de fugue, d'harmonie, de contrepoint, de composition et d'histoire de la musique, mais ils ont également des séminaires obligatoires de philosophie et de sciences politiques.
Les étudiants sont principalement originaires du Moyen-Orient. L'académie met aussi des logements à leur disposition.

## Prix, distinctions et hommages
- L'astéroïde (7163) Barenboim a été nommé en son honneur.
- Il reçoit en 2002 le prix Princesse des Asturies, la plus prestigieuse des distinctions décernées par le souverain espagnol, avec Edward Saïd, pour leur contribution à la concorde et à la paix[3].
- En 2002, il reçoit la croix du mérite à Berlin et le prix de la tolérance décernée par l'académie évangélique Tutzing[3].
- Il reçoit un Grammy Award en 2003 pour l'enregistrement de Tannhäuser avec la Staatskapelle. Il est la même année récompensé par le prix Furtwängler.
- En 2004, il reçoit le prix Wolf pour son action pour des causes humanitaires[3].
- En 2005, il est récompensé par le prix Echo pour la musique classique.
- En 2006, il est lauréat du prestigieux prix Ernst-von-Siemens, considéré comme le « Nobel de la musique ».
- Encore en 2006, il reçoit le prix de la Fondation Korn et Gerstenmann pour la paix, le prix Schumann, le prix de la Tolérance décerné par le Musée juif de Berlin et le prix de la Paix Hessischer[3].
- En 2007, il reçoit 
  - la médaille d'or du mérite des beaux-arts par le ministère de l'Éducation, de la Culture et des Sports[19].
  - la Médaille d'or de la Royal Philharmonic Society.
  - le prix Goethe de la Ville de Berlin.
  - le prix décerné pour la musique par l'université de Cambridge[3].
- En mars 2007, il est élevé au rang de commandeur de la Légion d'honneur par Jacques Chirac qui a souligné son engagement pour la paix au Proche-Orient.
- En septembre 2007, il est nommé par Ban Ki-moon, son secrétaire général, « messager de la paix » des Nations unies.
- Il a reçu le prix Dresde en 2011.
- Prix de la Paix de Westphalie en 2010
- Il reçoit des mains de Nicolas Sarkozy les insignes de grand officier de la Légion d'honneur en février 2011.
- En 2023, il est devenu citoyen d'honneur de Berlin[20].
- Grand Croix de la Légion d'honneur en décembre 2023 des mains de Emmanuel Macron[21]

## Écrits
- Une vie en musique, Belfond, 1992, 242 p. (ISBN 978-2-7144-2883-7). Une édition augmentée est publiée en 2002.
- Parallèles et Paradoxes : Explorations musicales et politiques, Le Serpent à plumes, 2003, 239 p. (ISBN 978-2-84261-424-9). Cet ouvrage est un recueil d'entretiens avec Edward Saïd.
- La musique éveille le temps (trad. de l'anglais par Dennis Collins), Paris, Fayard, 2008, 208 p. (ISBN 978-2-213-63659-7)
- Dialogue sur la musique et le théâtre : "Tristan et Isolde" (trad. de l'italien), Paris, Éditions Buchet/Chastel, 2010, 222 p. (ISBN 978-2-283-02450-8)
- La musique est un tout : éthique et esthétique, Paris, Fayard, 2014, 172 p. (ISBN 978-2-213-67808-5)